# Hespereburia balouporum
Hespereburia balouporum är en skalbaggsart som beskrevs av Tavakilian och Monné 1991. Hespereburia balouporum ingår i släktet Hespereburia och familjen långhorningar. Inga underarter finns listade i Catalogue of Life.